# 马龙·白兰度
马龙·白兰度（英語：Marlon Brando, Jr.，1924年4月3日—2004年7月1日），生于美国内布拉斯加州，美国电影男演员、社会活动家。第27屆的奧斯卡影帝。他因将现实主义带入电影艺术表演之中而倍受赞誉，亦被视为有史以来最伟大的和最有影响力的演员之一。他帮助推行斯坦尼斯拉夫斯基体系的表演方法，在20世纪40年代师从斯黛拉·艾德勒。他最富盛名的是在《码头风云》饰演特里·马洛伊和在《教父》中饰演维托·柯里昂的表演，凭借这两部影片他两夺奥斯卡最佳男主角奖。他在《慾望街車》、《萨巴达万岁》、《凯撒大帝》、《飞车党》、《金色眼睛的映像》、《巴黎的最後探戈》、《现代启示录》等多部电影中亦有极佳表现。马龙·白兰度也作为社会活动家参与了美国黑人民权运动和许多美国原住民运动。1999年，他被美國電影學會選為百年來最偉大的男演員第4名。
他最初获得好评并获得奥斯卡奖提名，因其在1951年改编的电影《慾望街車》中成功塑造了流氓无产者斯坦利的形象，这是他在百老汇的一次成功地角色出演。之后他在《码头风云》饰演特里·马洛伊，将这个角色饰演得有血有肉，使之成为美国中下层工人代表，让白兰度获得了更多的赞誉并赢得奥斯卡金像奖。他在《飞车党》中扮演的反叛军的摩托车帮派领袖约翰尼·斯特拉伯勒，成为大众流行文化中一个永恒的经典形象。马龙·白兰度在1952年的《萨巴达万岁》出演埃米利亚诺·萨帕塔、在1953年约瑟夫·曼凯维奇改编自莎剧的电影《凯撒大帝》中出演马克·安东尼、在1957年改编自詹姆斯·麦切纳小说的电影《樱花恋》中出演空军少校劳埃德·格鲁弗，三获奥斯卡最佳男主角提名。20世纪50年代，白兰度三次入选“十大赚钱明星”排行榜，1954年排名第十，1955年排名第六，1958年升至第四名。
20世纪60年代对白兰度来说是陷入低潮的十年。他执导并主演了邪典西部電影《独眼龙》，遭遇重大商业失败，从1962年的改编电影《叛舰喋血记》开始，他参演了一系列票房失败的电影，10年间与票房佳作无缘，直至他凭借在弗朗西斯·福特·科波拉的《教父》中饰演维托·柯里昂获得第二个奥斯卡影帝头衔。白兰度把《教父》中的维托·柯里昂阁下演绎得出神入化，展现了他的才华，这是评论家们认为他最伟大的角色之一。而这部反映美国黑手党家族事业的影片一经上映，立刻引起巨大轰动，被称为是继《大國民》后最伟大的一部电影作品，被认为是有史以来最成功的商业电影之一，创下了非凡的票房。白兰度凭借这部成功的电影，加上其在《巴黎的最后探戈》获得奥斯卡提名为其带来的声名，重回最具票房号召力的电影明星之列。在1972年和1973年奎格利出版公司推出的“影星收入排行榜”中他跻身前十，位列第六名和第十名。经过四年的息影，白兰度于1976年出演电影《大峡谷》，重回影坛。在这之后，他满足于高片酬的配角和性格演员角色，出演1978年的《超人》、1980年的《魔头对捕头》，之后息影9年，直至1989年出演《血染的季节》。据《吉尼斯世界纪录大全》收录，白兰度在出演《超人》的13天工作中获得了370万美元的收入（相当于今天的1,500万美元）和11.75%的票房分成。20世纪70年代后期，他出演另一部科波拉执导的电影《现代启示录》，富有争议性地饰演了库尔茨上校这一角色。《现代启示录》是一部票房大卖的成功电影，白兰度依靠该片片酬度过80年代演艺事业停滞时期。
1999年，白兰度被美国电影学会评选为百年百大男演员（出道时间不晚于1950年）第4名。同年他作为仅有的三位专业演员之一，与查理·卓别林和玛丽莲·梦露，被《时代》杂志评选为本世纪最重要的100人之一。 他于2004年7月1日死于呼吸衰竭，享年80岁。

## 早期生活
马龙·白兰度在1924年4月3日出生于內布拉斯加州的奥马哈 ，父亲是农药和化学品制造商老马龙·白兰度(1895-1965)，母亲是多萝西·朱莉娅（1897-1954）。白兰度有两个姐姐，乔斯林（1919-2005）和弗朗西丝（1922-1994）。他的祖先包括德国人，荷兰人，英国人和爱尔兰人:32。他的父系移民祖先Johann Wilhelm Brandau于1700年代初从德国普法尔茨州抵达纽约。白兰度被培养为基督教科学会信徒 。他的母亲在她的时代是突破传统的，她抽烟，穿长裤并开车。她本人甚至是剧院的管理者，帮助亨利·方达开始了他的演艺生涯。然而，她是一名酒鬼，经常被丈夫从芝加哥酒吧带回家。在白兰度的自传“我的母亲教我”中，白兰度在谈到自己的母亲时非常悲伤：“她喜欢喝醉胜过照顾我们。” 白兰度的父母最终加入了匿名戒酒会。白兰度对他的父亲怀有更多的仇恨，他说：“我和他同名，但我从来对此无感，他不停地告诉我，我没有一件事能做成。他的癖好就是告诉我，我将一生碌碌无为。”:7白兰度一家后来搬到了伊利诺伊州的埃文斯顿，但当白兰度11岁的时候，他的父母分居了。他的母亲把三个孩子带到加利福尼亚州的圣安娜，在那里和母亲住在一起。 1937年，白兰度的父母和解，并一起搬到芝加哥北部的一个小镇--伊利诺伊州的利伯蒂维尔。 1939年和1941年，他在这个镇唯一的电影院The Liberty担任接待员。
马龙·白兰度的童年绰号是“巴德”，从小他就善于模仿。他可以学习玩伴们的动作神态，并且符合他们特点地表现出来。在2007年的一部纪录片中，据白兰度的童年朋友乔治回忆，它最早的表演是模仿家庭农场里的牛和马，为了让他的母亲别专心于酗酒。他的大姐乔斯林第一个开始追求演艺事业，在纽约的美国戏剧艺术学院学习，后来她出现在百老汇，然后是电影和电视荧幕中。二姐弗朗西丝离开了加州的大学，在纽约学习艺术。而白兰度在高中留校一年，后来被从利特維爾高中开除，因为他骑着摩托车穿过走廊。
后来他被送到了沙塔克軍事學院，他的父亲曾在那里学习过。最后他还是放弃了这所学校，并试图参军。但体检显示他患有膝关节交锁，被免除兵役。

### 纽约与表演起步期
马龙白兰度后来决定跟随姐姐去纽约，就读于美国Theatre Wing职业学院（隶属新学院的戏剧工作室），在1988年的一部纪录片中，姐姐乔斯林回忆道：“他之前忙碌于校园剧，很喜欢它......于是他决定去纽约学习表演，因为这是他唯一高兴去做的事，那年他18岁。”在A&E传记白兰度的章节中乔治表示，白兰度在纽约对于表演非常投入，因为他感到被接受，且不受苛责。生命中他第一次听到令他高兴的好话。

马龙白兰度是斯黛拉·艾德勒的热心学生和倡导者，他向她学习了斯坦尼斯拉夫斯基表演体系的技巧。 这种技巧鼓励演员去探索内在和外在的两个方面，充分体现被描绘的人物。 早期，白兰度的卓越见识和现实主义意识显而易见。 阿德勒曾经说过，有一次在教学中，她让同学们去模仿鸡，假设炸弹即将落在他们身上。大部分同学都疯狂地跑来跑去，但白兰度冷静地坐着，假装在下一个蛋。当阿德勒问他为什么选择这样做时，他说：“我是一只鸡，我对炸弹有什么了解？”尽管他普遍被认为是方法派演员，但白兰度却不同意。 他声称憎恨李·斯特拉斯伯格的说法：
在我取得了一些成功后，李·斯特拉斯伯格说他教过我如何表演，试图占我的便宜。但他从来没有教过我什么。他确实看得见太阳，他会说太阳能够升起这件事都有他的功劳。他是一个野心勃勃、自私的人，他利用了参加演员工作室的人，并试图将自己塑造成一个表演艺术的天选之人和导师。有些人崇拜他，但我不知道为什么。我有时在周六早上去演员工作室，因为伊利亚·卡赞在教书，并且那里有很多漂亮的女孩。斯黛拉·艾德勒和伊利亚·卡赞教过我表演，李·斯特拉斯伯格从来没有过。
马龙·白兰度第一个将自然法表演来带入电影。 根据达斯汀·霍夫曼的Masterclass在线课程讲述，白兰度甚至经常在导演喊了“开拍”之后，继续和摄影师和周围的演员谈论他们的周末。 一旦白兰度觉得他可以像平常说话那样自然地进行对话，他就会开始表演。 在他的2015年纪录片《马龙听我说》中，他说:“30年代和40年代有一种制式的表演风格，到达电影院之前，你就知道他们会怎么演。加里·库珀牌燕麦片、鲍嘉牌香脆麦片、克拉克盖博牌酥脆水果卷......他们就像麦片一样，没有创造性，每一份都一模一样。”一些批评者认为白兰度是在“艺人相轻”，但与此态度之相反的演员会说这只是他表演技艺的一部分。

## 事业

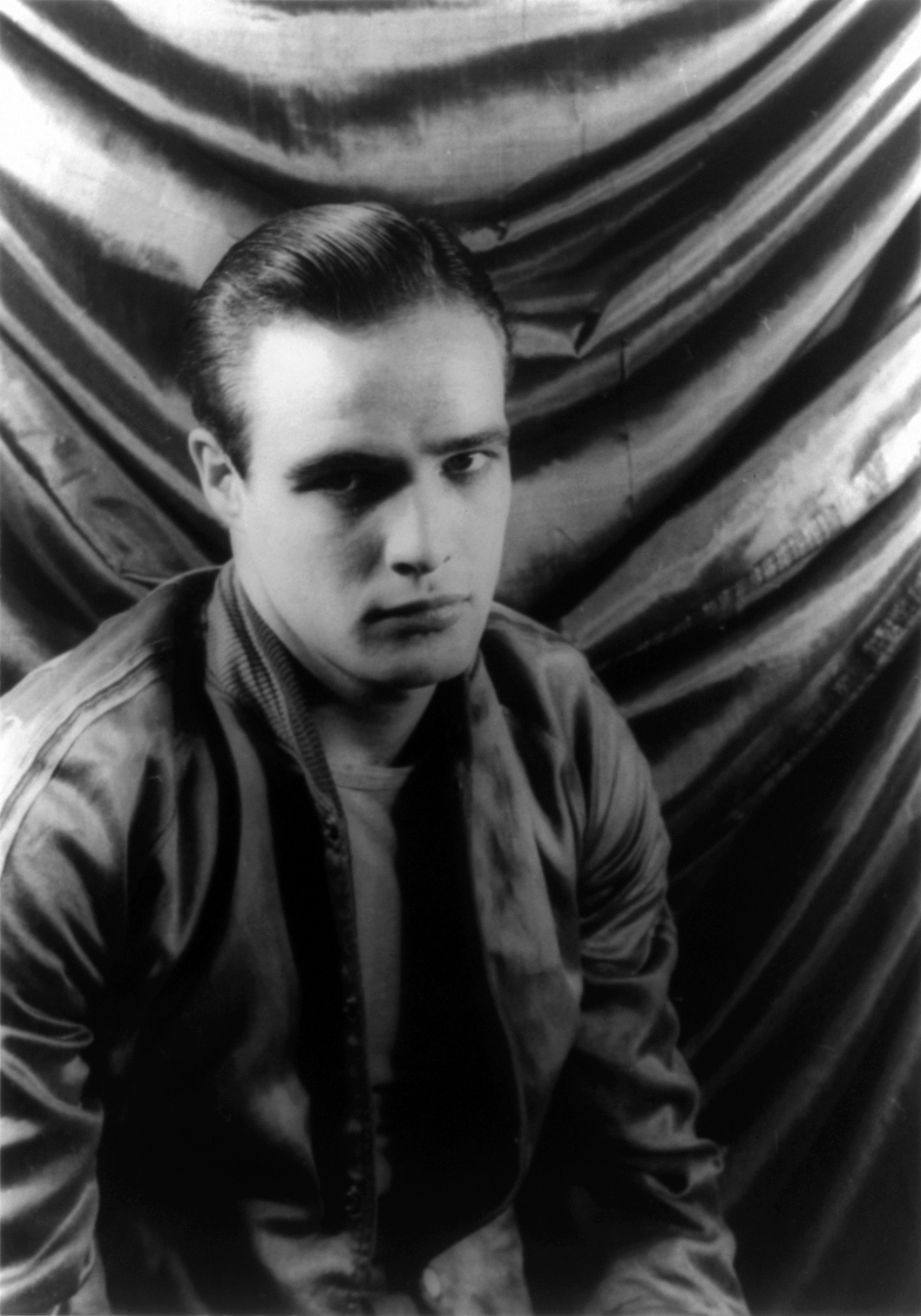
馬龍白蘭度，攝於1948年

### 早期: 1944-1951
白兰度在长岛的萨维尔市，在他的第一个夏季轮演剧目剧院角色中，使用了自然派表演技巧。在后来的几场表演中，他在他的建立了一种古怪的、不服从的行为特质。他的行为让他在赛维尔的新学校的演出中遭到驱逐，但不久之后，他就在当地的一场演出中崭露头角。1944年，他在百老汇上演了一场苦乐参半的戏剧，《我記得媽媽》，扮演梅蒂·克里斯蒂安斯的儿子。导演阿爾弗雷德·倫特想要白兰度在《我的情婦》中扮演他的儿子，甚至还亲自指导他进行试镜，但在试镜时白兰度的朗读非常散漫没有条理，以至于他们都不能用他出演角色。在《卡車線咖啡館》中扮演痛苦的老兵一角后，纽约的戏剧评论家们把他评为“最有前途的年轻演员”，即使这出戏在商业上很失败。1946年，他出现在百老汇，出演政治剧《一面旗幟的誕生》中一名年轻的英雄，并拒绝接受高于美國演員協會规定的报酬。同年，他与凯瑟琳·康奈尔出演她的重拍剧《坎蒂達》。同年，康奈尔也将他安排在尚·阿諾伊的《安蒂岡妮.》剧中，出演一名信使。他也有机会在尤金·奥尼尔的电影——《送冰人來了》的百老汇首演中扮演一个主要角色，后来没有出演成功，因为他在试着读剧本的时候却睡着了，并声称剧本“写得拙劣，构造不佳”。
1945年，白兰度的经纪人建议他与塔卢拉赫·班克黑德共同出演《雙頭老鷹》。班克黑德此前已经拒绝了在《欲望號街車》中出演女主角。她看到了白兰度的潜力，尽管她鄙视方法派的表演技巧(大多数百老汇老牌演员都是如此)，但还是同意用他，尽管他的试镜很差。在正式表演前的巡回演出中，两人发生了很大的冲突，班克黑德让白兰度想起了他的母亲，在同样的年龄也有着酗酒的问题。导演威尔逊在很大程度上容忍了白兰度的行为，但当白兰度在1946年11月28日开演前的彩排上，不停的嘟嘟囔囔，威尔逊终于受不了了。“我不关心你的祖母做了什么，”威尔逊大声说，“还有方法派的那些东西，我只想知道你要做什么！”作为回应，白兰度提高了他的声音，并以强大的力量和激情进行表演。“真是太棒了，”一名演员回忆道，“每个人都拥抱他，亲吻他。他走到后台，对我说，‘他们不认为你能行，除非你能大声地回应他们’”。
然而，评论家们并不是那么友善。一则公开性的的评论形容他“仍然在构建他的角色，但目前还没有给人留下深刻的印象”。一位波士顿的评论家评论白兰度表演的一段漫长的死亡场景“看起来就像曼哈顿城区的一辆汽车，不停地寻找一个停车位”。在后来的演出中，他得到了更好的评价，但他的同事们回忆起，那只是他后来展示了才华的偶然迹象。1962年，班克黑德向一位采访者承认:“有几次，他的表演真的很伟大，当他真的全心全意投入时，他真的是个很棒的演员。但大多数时候，他的在舞台并不引人注目。”
通过在舞台上做出一些令人反感的举动，白兰度表达着他的对演出的冷漠。班克黑德的舞台经理说，“白兰度为了毁掉这出戏，尝试了所有的做法......他抓自己的裤裆，挖鼻孔，做任何事。”几周之后，他们到达波士顿，班克黑德已经准备解雇他了。没想到这次解雇成就了他未来的事业，他得以出演《欲望号街车》的男主角斯坦利·科瓦爾斯基。班克黑德向他推荐过这个角色，因为觉得非常适合他。
皮尔庞特写道，約翰·加菲爾德是这个角色的第一选择，但他“提出了过分的要求”。这是伊力·卡山的决定，选择经验要少得多、技巧非常稚嫩的白兰度。在1947年8月29日的一封信中，田納西·威廉斯向他的经纪人奥德丽·伍德吐露说：“我以前从未想过，在这个角色中采用一个非常年轻的演员会带来多么棒的价值。他把残忍和冷酷的青年性格赋予斯坦利，而非一个恶毒的老男人……白兰度的台词表现产生新的价值，是迄今为止我听过的最好的”。白兰度基于在当地的体育馆对拳击手羅基·格拉齊亞諾的学习，来饰演斯坦利。格拉齐亚诺不认识白兰度，但却通过买票观影参与了“创造”。他说：“幕布升起来了，舞台上的是一个健身房里的二货，他在表演的简直是我。”
1950年他出演他的第一部影片《男兒本色.》，但并未引起人们注意，1951年白兰度异军突起，出演影片《慾望街车》，他成功塑造了流氓无产者斯坦利的形象。使他获得他的第一次奥斯卡奖提名。此后白兰度又因《薩巴達傳》、《凱撒大帝.》和《飛車黨.》而获得三次奥斯卡奖提名。1954年，白兰度出演一部低成本的影片《码头风云》，扮演了一位码头搬运工。他将这个角色饰演得有血有肉，使之成为美国中下层工人代表。这一次他赢得奥斯卡金像奖。
就在白兰度踌躇满志时，一场电影官司使他变得怪癖孤独、沉默寡言，與世隔绝，成为好莱坞最出名的“浪子”。期间，《叛舰喋血记》一片是他的成功之作。他创办的电影公司也宣告失败。1970年，导演弗朗西斯·科波拉力邀他出演影片《教父》；这部反映美国黑手党家族事业的影片一经上映，立刻引起巨大轰动，被称为是继《大國民》后最伟大的一部电影作品，创下非凡的票房。白兰度把《教父》维托·柯里昂阁下演得出神入化，展现了他的才华。为此他再次获得奥斯卡最佳男主角奖的金像。然而白兰度不滿當時美國電影產業對印地安人的歧視態度，拒絕出席領獎，讓印地安原住民演員薩切恩·利特費爾瑟（Sacheen Littlefeather）上台替他致詞，薩切恩卻被噓下台，薩切恩在頒獎典禮的致詞被視為電視典禮轉播上第一個政治聲明。随后，他又出演《巴黎的最后探戈》、《超人》、《现代启示录》和《干燥的白色季节》等片，获得好评。當中，在《巴黎的最后探戈》電影中的一場與女角肛交的戲段甚為震撼，而《干燥的白色季节》又一次让他获得奥斯卡奖提名。
进入90年代后，年迈的白兰度依然演了颇具水准的影片《這個男人有點色》和《人魔岛》，再一次向人们展示了他的高超演技。

### 私人生活
白蘭度以風流成性聞名，與不少女性傳出緋聞或有一段情，包括關南施。在自傳《母亲教我的歌》中，他甚至宣稱他曾與瑪麗蓮·夢露有過一段關係。
白蘭度曾有過三段婚姻。第一任妻子為安娜·卡士菲 （1934年—2015年），1957年結婚，1959年離異，兩人育有一子克里斯蒂安·徳维（1958年－2008年）。第二任妻子為Movita Castaneda （1916年—2015年），1960年結婚，1962年離婚，兩人並沒親生子女，但卻收養了米可·卡斯塔尼达（1961年生）及Rebecca Brando Kotlizky（1966年—）。第三任妻子為Tarita Teriipaia （1941年—），1962年結婚，1972年離婚，兩人育有一子一女，即Simon Teihotu（1963年—）及泰丽塔·夏延（1970年－1995年）。
白蘭度還和他的女管家玛利亚·克里斯蒂娜·鲁伊斯（Maria Cristina Ruiz）育有3名私生子女，即女兒Ninna Priscilla（1989年—）與兒子Myles Jonathan（1992年—）及Timothy Gahan（1994年—）。白蘭度另外還有一名私生子，即英國導演斯蒂芬·布莱克哈特（1967年—） 。此外，白蘭度還收養了三名孩子，即佩特拉·白兰度-科弗尔（1972年生，母親為白蘭度的助手卡洛琳·巴雷特，父親據稱是小說作家詹姆斯·克伦威尔）、Maimiti（1977年生）及Raiatua（1982年生）。
儘管如此，當加里·凯里因撰寫一本有關白蘭度的傳記（即1976年出版的The Only Contender）而訪問白蘭度時，白蘭度宣稱他與男性亦曾有過經驗，更不會因此感到羞愧。而他在拍攝《慾望號街車》（A Streetcar Named Desire）期間，更被發現與該片女主角費雯·麗的丈夫勞倫斯·奧立佛在泳池中接吻。
2004年7月2日，他的律师证实了马龙·白兰度在7月1日去世，享年80岁。根据UCLA医学中心批示，死因是肺部疾病。

## 爭議
雖然部分華語新聞報導，《巴黎的最後探戈》導演貝托魯奇承認，當年拍攝其中一幕性侵場景時，他曾與馬龍白蘭度共謀，未經女主角瑪莉亞·施奈德同意，擅自假戲真做，因為貝托魯奇希望瑪莉亞施奈德「感受到羞辱」。而且拍攝結束後一直到瑪莉亞施奈德過世，馬龍白蘭度與貝托魯奇都沒有向女主角道歉過。然而，這其實是當時外媒對貝托魯奇發言的誤解，而下了錯誤的新聞標題。貝托魯奇後來再次澄清：他是指沒有事先告訴女主角會使用奶油，而非假戲真作。女主角在2007年接受「Daily Mail」訪問時也曾談到這幕，談到：「在那個場景中，馬龍並沒有真的強姦我，但我還是真的流淚了。我感覺屈辱，說實話，我感覺有點像被強姦了，被馬龍和貝托魯奇兩個人。」
此外，在完成那場戲後，瑪莉亞表示自己在完成該場戲之後覺得備受屈辱，她誓言再也不要在鏡頭前脫任何一件衣服，因為在拍攝完該場戲之後，讓她未來約40年的生活中一直處在曾被人羞辱、強暴的陰影中。
年紀輕輕的她承受不住一連串的打擊與社會眼光的壓力，以吸毒、酗酒的方式麻醉自己，還曾數度企圖自殺，演藝之路也因此被斷送。

## 获奖与荣誉
白兰度被提名为第四大男明星，其在1950年之前与该年在美国电影学会首次亮相。  他也是《时代》杂志时代100人：本世纪最重要的人物。 他还被《综艺》杂志评为10大“世纪偶像”之一。

## 主要作品
- 1951年：《欲望号街车》（A Streetcar Named Desire）
  - 提名—奧斯卡最佳男主角獎
- 1952年：《薩巴達傳》（Viva Zapata!）
  - 英國電影學院獎最佳男主角
  - 提名—奧斯卡最佳男主角獎
- 1953年：《凱撒大帝.》（William Shakespeare's Julius Caesar）
  - 英國電影學院獎最佳男主角
  - 提名—奧斯卡最佳男主角獎

* 1954年：《码头风云》（On the Waterfront）
- - 奧斯卡最佳男主角獎
  - 金球獎最佳戲劇類電影男主角
  - 英國電影學院獎最佳男主角
- 1956年：（The Teahouse of the August Moon）
  - 提名—金球獎最佳音樂及喜劇類電影男主角
- 1957年：《樱花恋》 （Sayonara）
  - 提名—奧斯卡最佳男主角獎
  - 提名—金球獎最佳戲劇類電影男主角
- 1958年：（The Young Lions）
  - 提名—英國電影學院獎最佳男主角
- 1963年：（The Ugly American）
  - 提名—金球獎最佳戲劇類電影男主角
- 1971年：（The Nightcomers）
  - 提名—英國電影學院獎最佳男主角

* 1972年：《教父》（The Godfather）
- - 奧斯卡最佳男主角獎（拒绝领奖）[d]
  - 金球獎最佳戲劇類電影男主角
  - 提名—英國電影學院獎最佳男主角
- 1973年：《 巴黎最後探戈》（The Last Tango in Paris）
  - 提名—奧斯卡最佳男主角獎
  - 提名—英國電影學院獎最佳男主角
- 1989年：《血染的季節》（A Dry White Season）
  - 提名—奧斯卡最佳男配角獎
  - 提名—金球獎最佳電影男配角
  - 提名—英國電影學院獎最佳男配角

## 註解
1. ↑  白兰度因好莱坞对美国原住民的不公正待遇和对他们形象的虚假描述拒绝出席颁奖礼，并请阿帕奇族演员Sacheen Littlefeather代表他发表声明拒绝接受该奖项[1]
2. ↑  邪典电影，特指受到小众影迷狂热追捧，不为主流高度认可的一类电影。
3. ↑  白兰度因好莱坞对美国原住民的不公正待遇和对他们形象的虚假描述拒绝出席颁奖礼，并请阿帕奇族演员Sacheen Littlefeather代表他发表声明拒绝接受该奖项[1]
4. ↑  白兰度因好莱坞对美国原住民的不公正待遇和对他们形象的虚假描述拒绝出席颁奖礼，并请阿帕奇族演员Sacheen Littlefeather代表他发表声明拒绝接受该奖项[1]

## 外部連結
- 马龙·白兰度在互联网电影资料库（IMDb）上的資料（英文）
- 马龙·白兰度在豆瓣上的资料（简体中文）